# Malachi Throne
Malachi Throne est un acteur américain né le 1er décembre 1928 à New York, et mort le 13 mars 2013  à Los Angeles.

## Biographie
Malachi Throne a tourné dans de nombreuses séries télévisées, parmi lesquelles Star Trek TOS, Star Trek : La Nouvelle Génération, Papa Schultz, Batman ou encore Babylon 5.

## Filmographie partielle
- 1966 : Les Mystères de l'Ouest (The Wild Wild West), (série télévisée) - Saison 2 épisode 19, La Nuit des Cosaques (The Night of the Tartar), de Charles Rondeau : Kuprin
- 1966 : Star Trek (série télévisée) - Saison 1 : épisode La Ménagerie : Commodore Jose I. Mendez
- 1967 Le Virginien saison 6 épisode 11 (To Bear Witness (Défense de témoigner) : Docteur Baldwin
- 1968-1969 : Opération vol (It Takes a Thief), (série télévisée) : Noah Bain
- 1974 : Kojak (série télévisée) - Saison 1, épisode 18 (Dead on his Feet) : Solly DeCicco
- 1976 : Electra Woman & Dyna Girl (série télévisée) - Saison 1, épisodes 7 et 8 (Ali Baba) : Ali Baba
- 2009 : Green Lantern : Le Complot (Green Lantern: First Flight) : Ranakar (voix)